# Ирландски военен паметник (Валандово)
Ирландският военен паметник в Раброво край Валандово, Северна Македония е военен паметник на ирландските войници от 10-а ирландска дивизия, участвали на Македонския фронт срещу силите на Централните сили през Първата световна война.
Между 1916 и 1918 година около 8000 ирландски войници участват в бойните действия на фронта в района на Костурино срещу българските войски.
Паметникът се намира в близост до кръстопътя на регионални пътища 1105 и 1401 зад Гръцкото военно гробище край Валандово.

## Галерия
- Плочата на паметника
- Кръста на паметника